# Iwan Petlin
Iwan Petlin (russisch Иван Петлин; * im 16. Jahrhundert in Tomsk; † im 17. Jahrhundert) war ein russischer Forschungsreisender und erster russischer Gesandter in China.

## Leben
Der sibirische Kosak Petlin wurde 1618 vom Tobolsker Woiwoden Fürst Iwan Kurakin mit Auftrag Zar Michaels I. zusammen mit Petjunka Kasylow mit einer Expedition nach China geschickt.
Die Expedition bestand aus 12 Mann und wurde von Petlin und dem Tomsker Kosaken Andrei Mundow geführt. Die Expedition sollte Reisewege nach China sowie die Quelle des Ob finden und Informationen über China und die angrenzenden Länder sammeln. In China sollte Petlin die Möglichkeit für weitergehende Beziehungen mit China erkunden.
Zusammen mit Gesandten des mongolischen Altan-Khan verließ die Expedition im Mai 1618 Tomsk, zog am Tom entlang, durchquerte Bergschorien, das Abakangebirge und kam nach Tuwa. Der Oberlauf des Chemtschik wurde überquert, der Üüreg-See in der Westmongolei wurde erreicht, und drei Wochen nach der Abreise aus Tomsk kam die Expedition im Lager des Khans am Uws Nuur an. Weiter ging es am Südhang des Changai-Gebirges entlang zum Fluss Cherlen, von dem aus die Wüste Gobi durchquert wurde. Auf dem Weg nach Zhangjiakou erblickte Petlin erstmals die Chinesische Mauer.
Ende August 1618 wurde Peking erreicht, und Petlin führte Gespräche mit chinesischen Regierungsvertretern. Wegen fehlender Geschenke wurde er jedoch nicht von Kaiser Wanli empfangen. Jedoch erhielt er eine im Auftrag Kaiser Wanlis angefertigte Urkunde für den russischen Zaren. Genehmigt wurden weitere russische Gesandtschaften nach China und der Handel in China. Die Beziehungen sollten auf dem Korrespondenzweg gepflegt werden. Die Urkunde blieb lange unübersetzt und wird im Moskauer Archiv aufbewahrt.
Nach der Rückkehr 1619 verfasste Petlin eine Darstellung des chinesischen Staats, die nach Nikolai Karamsin eine Abwandlung der Darstellung Iwan Petrows und Burnasch Jalytschews von 1567 war. Karamsin bezweifelte sogar, dass Petlin selbst in Peking war. Petlins Berichte und Karte wurden geheim gehalten. Trotzdem gab es dann Veröffentlichungen mit Übersetzungen in verschiedenen Ländern.